# Pawel Semjonowitsch Rybalko

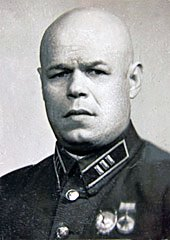
Pawel Rybalko (1938)

Pawel Semjonowitsch Rybalko (russisch Павел Семёнович Рыбалко, wiss. Transliteration Pavel Semënovič Rybalko; * 4. November 1894 in Malyj Wystorop bei Lebedin; † 28. August 1948 in Moskau) war ein sowjetischer Feldherr im Zweiten Weltkrieg und Marschall der Panzertruppen mit dem zweifachen Titel Held der Sowjetunion.

## Biografie
Pawel Rybalko wurde in der Familie eines ukrainischen Fabrikarbeiters in der heutigen Oblast Sumy geboren. Als junger Soldat kämpfte er in der Kaiserlich Russischen Armee im Ersten Weltkrieg. Nach der Oktoberrevolution trat er der neugegründeten Roten Armee bei und nahm am Russischen Bürgerkrieg in der Ukraine sowie am Polnisch-Sowjetischen Krieg teil. In den Folgejahren absolvierte er mehrere Lehrgänge, darunter zwischen Mai 1931 und April 1934 die Frunse-Militärakademie, und startete eine steile Armeekarriere. 1934 fungierte Rybalko als sowjetischer Militärberater in China und stieg 1935 zum Oberst auf. Er beriet die nationalchinesische Armee im Kampf gegen uigurische Rebellen unter Ma Zhong-jing in der Provinz Xinjiang. Zwischen Februar 1936 und Juni 1937 wurde er als Militärrat der 8. Turkestanischen Gebirgs-Kavalleriedivision im Militärbezirk Zentralasien zugewiesen. Von Juni 1937 bis Oktober 1939 war er Militärattaché in Polen und von April bis Dezember 1940 übernahm er die gleiche Position in China. Dazwischen wurde er am 4. Juni 1940 zum Generalmajor befördert.

### Im Deutsch-Sowjetischen Krieg
Während des Zweiten Weltkriegs war er zwischen Mai und Juli 1942 stellvertretender Befehlshaber der 3. Panzerarmee. Er befehligte danach bei der Brjansker Front ab Juli 1942 die 5. Panzerarmee. Zwischen 25. September 1942 und 26. April 1943 kommandierte er die 3. Panzerarmee der Stawka-Reserve im Raum Woronesch und wurde während der erfolgreichen Operation Ostrogoschsk-Rossosch am 18. Januar 1943 zum Generalleutnant befördert. Bei der Südwestfront führte er als stellvertretender Kommandeur kurzfristig vom 27. April bis 1. Mai 1943 die 57. Armee.
Von Mai 1943 bis Mai 1945 war er Kommandeur der 3. Garde-Panzerarmee und nahm 1944 an den wichtigsten Operationen zur Rückeroberung der Ukraine teil. Seine Truppen hatten Anteil an der Orjoler Operation und der Rückeroberung von Charkow. Den ersten Titel „Held der Sowjetunion“ und den Leninorden bekam er 1943 für den Anteil seiner Truppen an der Schlacht am Kursker Bogen und die erfolgreiche Überquerung des Dneprs.
Im weiteren Verlauf des Krieges kämpften seine Panzerverbände Ende 1943 im Rahmen der 1. Ukrainischen Front in der Schlacht um Kiew und in der Schitomir-Berditschewer Operation. Am 30. Dezember 1943 wurde ihm der Rang des Generalobersten zuerkannt. Im März 1944 erreichten seine Truppen während der Umfassungskämpfe der Proskurow-Czernowitzer Operation die Befreiung von Proskurow.
Bei der Lwiw-Sandomierz-Operation bewahrte die Panzerarmee Rybalkos die Innenstadt von Lwiw vor der Zerstörung. Im Frühjahr 1945 kämpften seine Truppen unter dem Oberbefehl von Marschall Iwan Konew in der Niederschlesischen Operation und vollzogen Mitte April 1945 einen Schwenk nach Norden, um in der Schlacht um Berlin mitzuwirken. Im Mai 1945 hatte er während der Prager Operation Anteil an der Befreiung von Dresden und Prag und erhielt seine zweite Auszeichnung  als „Held der Sowjetunion“  verliehen.

### Nachkriegszeit
Nach Kriegsende wurde Rybalko am 1. Juni 1945 zum Marschall der Panzertruppen und Oberbefehlshaber der gepanzerten Truppen ernannt. Rybalko wurde auch Abgeordneter des Obersten Sowjets der UdSSR. Er zeichnete sich in dieser Zeit durch seinen mutigen Widerstand gegen die von Stalin ausgehende Repression Georgi Schukows aus. Im Sommer 1948 starb Rybalko an Krebs. Er wurde auf dem Moskauer Nowodewitschi-Friedhof beigesetzt.
Die Marschall-Rybalko-Straße in Kiew war von 1967 bis 2023 nach ihm benannt.